# Heidenheim (stacja kolejowa)
Heidenheim – stacja kolejowa w Heidenheim an der Brenz, w kraju związkowym Badenia-Wirtembergia, w Niemczech. Znajdują się tu 2 perony.